# Городищенська сільська рада (Шепетівський район)
Городи́щенська сільська́ ра́да — адміністративно-територіальна одиниця та орган місцевого самоврядування в Шепетівському районі Хмельницької області. Адміністративний центр — село Городище.

## Загальні відомості
Городищенська сільська рада утворена в 1937 році.
- Територія ради: 3,946 км²
- Населення ради: 2 914 особи (станом на 2001 рік)

## Населені пункти
Сільській раді підпорядковані населені пункти:
- с. Городище
- с. Красносілка
- с. Пашуки

## Склад ради
Рада складається з 16 депутатів та голови.
- Голова ради: Козіцький Микола Віталійович
- Секретар ради: Береза Олена Дмитрівна

### Керівний склад попередніх скликань
| Прізвище, ім'я, по батькові  | Основні відомості                                                             | Дата обрання | Дата звільнення |
| ---------------------------- | ----------------------------------------------------------------------------- | ------------ | --------------- |
| Байцар Віктор Владиславович  | Сільський голова, 1959 року народження, безпартійний                          | 26.03.2006   | 31.10.2010      |
| Козіцький Микола Віталійович | Сільський голова, 1961 року народження, освіта середня загальна, безпартійний | 31.10.2010   |                 |

Примітка: таблиця складена за даними сайту Верховної Ради України

### Депутати
За результатами місцевих виборів 2010 року депутатами ради стали:

#### За суб'єктами висування
| Суб'єкт висування | Кількість обраних депутатів | %    |
| ----------------- | --------------------------- | ---- |
| Партія регіонів   | 7                           | 43,8 |
| Самовисування     | 6                           | 37,5 |
| Народна партія    | 3                           | 18,8 |

#### За округами
| № округу        | Прізвище, ім'я, по батькові         | Дата визнання обраним | Освіта  | Партійна приналежність | Відомості про обраного депутата                          |
| --------------- | ----------------------------------- | --------------------- | ------- | ---------------------- | -------------------------------------------------------- |
| Народна Партія  |                                     |                       |         |                        |                                                          |
| 6               | Нижня Алла Володимирівна            | 05.11.2010            | вища    | позапартійна           | Городищенський дошкільний навчальний заклад, кухар       |
| 7               | Береза Надія Степанівна             | 05.11.2010            | вища    | член Народної партії   | Городищенський дошкільний навчальний заклад, завідувачка |
| 8               | Кравчук Аліса Сергіївна             | 05.11.2010            | вища    | член Народної партії   | Серединецький дошкільний навчальний заклад, завідувачка  |
| Партія регіонів |                                     |                       |         |                        |                                                          |
| 1               | Береза Олена Дмитрівна              | 05.11.2010            | вища    | член Партії регіонів   | Городищенська сільська рада, секретар                    |
| 3               | Ковальчук Лідія Олексіївна          | 05.11.2010            | вища    | позапартійна           | Городищенська сільська рада, землевпорядник              |
| 10              | Береза Віктор Анатолійович          | 05.11.2010            | вища    | позапартійний          | Городищенський будинок культури, директор                |
| 12              | Слободенюк Тетяна Сергіївна         | 05.11.2010            | середня | позапартійна           | Фельдшерський пункт с. Красносілка, молодша медсестра    |
| 13              | Яворська Наталія Анатоліївна        | 05.11.2010            | вища    | позапартійна           | Обласна психіатрична лікарня № 2, молодша медсестра      |
| 14              | Кондратова Олександрв Володимирівна | 05.11.2010            | вища    | позапартійна           | Шепетівський територіальний центр, соціальний працівник  |
| 15              | Коробенюк Зінаїда Іванівна          | 05.11.2010            | вища    | позапартійна           | тимчасово не працює                                      |
| Самовисування   |                                     |                       |         |                        |                                                          |
| 2               | Печонка Леся Миколаївна             | 05.11.2010            | середня | позапартійна           | тимчасово не працює                                      |
| 4               | Кушнір Микола Олександрович         | 05.11.2010            | вища    | позапартійний          | Шепетівський район електромереж, контролер               |
| 5               | Муляр Сергій Миколайович            | 05.11.2010            | вища    | позапартійний          | Корпорація «Сварог Вест Груп»                            |
| 9               | Веремійчук Людмила Іванівна         | 05.11.2010            | вища    | позапартійна           | Обласна психіатрична лікарня № 2, бухгалтер              |
| 11              | Любашевський Микола Костянтинович   | 05.11.2010            | вища    | позапартійний          | пенсіонер                                                |
| 16              | Швець Тетяна Євгенівна              | 05.11.2010            | вища    | позапартійна           | Обласна психіатрична лікарня № 2, молодша медсестра      |